# Megaselia errata
Megaselia errata är en tvåvingeart som först beskrevs av Wood 1912.  Megaselia errata ingår i släktet Megaselia och familjen puckelflugor. Arten är reproducerande i Sverige. Inga underarter finns listade i Catalogue of Life.